# Jean Pierre de Gottrau de Billens

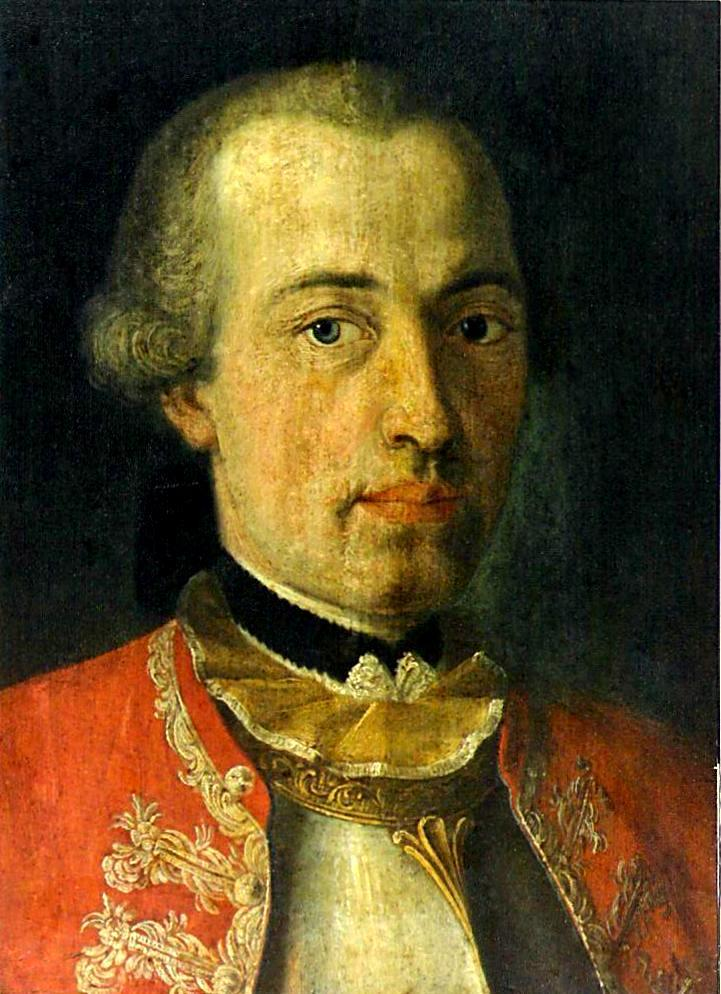
Jean Pierre de Gottrau de Billens, Herr von Treyfeyes

Jean Pierre de Gottrau de Billens, Herr von Treyfayes (* 25. August 1727 in Fribourg; † 1800 oder 1805 im Piemont), stammte aus der Billens-Linie des gleichnamigen Patriziergeschlechts von Freiburg. Er war der Sohn des Henri Joseph Charles und der Marie Anne Marguerite de Reyff und vermählt mit Marie Madeleine de Reynold de Cressier. Er war Ratsherr, Offizier und Freimaurer und verschwörte sich gegen die aristokratische Regierung von Freiburg.

## Ratsherr und Offizier
Jean Pierre de Gottrau war zunächst Mitglied des Rates der Zweihundert und ab 1752 Mitglied des Staatsrates (Heimlicher). Er trat als Offizier im Schweizergarderegiment de Diesbach in die französischen Dienste und erlebte während des Österreichischen Erbfolgekrieges die Schlachten von Fontenoy und Rocourt sowie die Belagerungen von Brüssel, Antwerpen und Namur. Zwischen 1750 und 1760 war er Oberstleutnant in einem österreichischen Dragonerregiment und wurde Adjutant des Grafen Saint Germain und Informant des Herzogs von Choiseul. Er war Ritter des Mauritius- und Lazarus-Ordens sowie Träger des Grosskreuzes des St.-Joachims-Ordens.

## Freimaurer und Verschwörer
Jean Pierre de Gottrau war aufklärerisch gesinnt und gründete 1763 in Freiburg eine Freimaurerloge. Er verschwor sich gegen die Regierung und knüpfte Kontakte zur übrigen Schweiz, so unter anderem zu Lorenz Plazid Schumacher, den er 1761 in Wien kennengelernt hatte und der 1764 als Haupt einer Verschwörung gegen die Luzerner Regierung hingerichtet wurde. De Gottrau besass ein Waffenlager samt Munition in seinem Freiburger Stadthaus gegenüber der Kirche Notre Dame. Doch wurde er verhaftet, nachdem Lorenz Plazid von Schumacher bei seinen Verhören in Luzern seinen Namen verraten haben soll. Jean Pierre de Gottrau wurde am 29. Juli 1763 aus der Eidgenossenschaft verbannt und seine Freimaurerloge aufgehoben. Er lebte anschliessend in Rheinfelden, Augsburg und Wien sowie in Nizza, Pavia und Valencia. Die Verbannung wurde 1799 aufgehoben.